# Marvin Keller
Marvin Keller (Londra, 3 luglio 2002) è un calciatore svizzero, portiere dello Young Boys.

## Carriera

### Club
Cresciuto nel settore giovanile del Grasshoppers, l'8 gennaio 2020 firma il primo contratto professionistico con il club di Zurigo, di durata biennale; il 10 giugno 2021 si trasferisce al Wil, con cui si lega fino al 2023. Il 24 maggio 2022, dopo essersi imposto come titolare nel ruolo, rinnova con i bianconeri fino al 2024; il 12 febbraio 2023 viene acquistato dallo Young Boys, con cui si lega fino al 2027, per sopperire all'infortunio di David von Ballmoos. Con i giallo-neri disputa da titolare la finale di Coppa Svizzera, vinta per 3-2 contro il Lugano, in cui fornisce un'ottima prestazione individuale; il 13 settembre viene ceduto in prestito al Winterthur.

### Nazionale
Ha giocato nelle nazionali giovanili svizzere Under-18, Under-19 ed Under-21. Nel maggio 2025 viene convocato per la prima volta in nazionale maggiore.

## Statistiche

### Presenze e reti nei club
Statistiche aggiornate al 12 aprile 2025.
| Stagione            | Squadra             | Campionato          | Campionato | Campionato | Coppe nazionali | Coppe nazionali | Coppe nazionali | Coppe continentali | Coppe continentali | Coppe continentali | Altre coppe | Altre coppe | Altre coppe | Totale | Totale | Totale |
| Stagione            | Squadra             | Comp                | Pres       | Reti       | Comp            | Pres            | Reti            | Comp               | Pres               | Reti               | Comp        | Pres        | Reti        | Pres   | Reti   |        |
| ------------------- | ------------------- | ------------------- | ---------- | ---------- | --------------- | --------------- | --------------- | ------------------ | ------------------ | ------------------ | ----------- | ----------- | ----------- | ------ | ------ | ------ |
| 2019-2020           | Grasshoppers        | CL                  | 0          | 0          | CS              | 0               | 0               | -                  | -                  | -                  | -           | -           | -           | 0      | 0      |        |
| 2020-2021           | Grasshoppers        | CL                  | 0          | 0          | CS              | 0               | 0               | -                  | -                  | -                  | -           | -           | -           | 0      | 0      |        |
| Totale Grasshoppers | Totale Grasshoppers | Totale Grasshoppers | 0          | 0          |                 | 0               | 0               |                    | -                  | -                  |             | -           | -           | 0      | 0      |        |
| 2021-2022           | Wil                 | CL                  | 30         | -65        | CS              | 1               | 0               | -                  | -                  | -                  | -           | -           | -           | 31     | -65    |        |
| 2022-feb. 2023      | Wil                 | CL                  | 20         | -24        | CS              | 1               | -2              | -                  | -                  | -                  | -           | -           | -           | 21     | -26    |        |
| Totale Wil          | Totale Wil          | Totale Wil          | 50         | -89        |                 | 2               | -2              |                    | -                  | -                  |             | -           | -           | 52     | -91    |        |
| feb.-giu. 2023      | Young Boys          | SL                  | 3          | -2         | CS              | 1               | -2              | UECL               | -                  | -                  | -           | -           | -           | 4      | -4     |        |
| lug.-sett. 2023     | Young Boys          | SL                  | 0          | 0          | CS              | 1               | 0               | UCL                | 0                  | 0                  | -           | -           | -           | 1      | 0      |        |
| 2023-2024           | Winterthur          | SL                  | 31         | -53        | CS              | 4               | -2              | -                  | -                  | -                  | -           | -           | -           | 35     | -55    |        |
| 2024-2025           | Young Boys          | SL                  | 14         | -8         | CS              | 2               | 0               | UCL                | 6                  | -11                | -           | -           | -           | 22     | -19    |        |
| Totale Young Boys   | Totale Young Boys   | Totale Young Boys   | 17         | -10        |                 | 4               | -2              |                    | 6                  | -11                |             | -           | -           | 27     | -23    |        |
| Totale carriera     | Totale carriera     | Totale carriera     | 98         | -150       |                 | 10              | -6              |                    | 6                  | -11                |             | -           | -           | 114    | -167   |        |

## Palmarès

### Club

#### Competizioni nazionali
- Challenge League: 1

Grasshoppers: 2020-2021
- Campionato svizzero: 1

Young Boys: 2022-2023
- Coppa Svizzera: 1

Young Boys: 2022-2023